# ムナコブクワガタ属
ムナコブクワガタ属 (ムナコブクワガタぞく、Rhyssonotus) は、昆虫綱・甲虫目・クワガタムシ科に属する分類群。かつて7種から8種ほどが知られていたが、ムナコブクワガタ以外の種が全てSafrina属に再分類され、本属は現在ムナコブクワガタ1種だけを持つ単型属となっている 。

## 形態
体長は3cm程の小型クワガタムシ。英語ではBrown Stag beetleと呼ばれ、全体的に暗灰色と褐色の斑模様があり、これは乾燥時には茶色っぽく、湿度が高いと黒っぽくなり、特に小楯板においては変化が大きい。
前胸背板は広く角ばって、頭部は極端に小さい。短い大アゴはオスの方がやや発達し、雌雄とも内側に黄色い毛が備え、内歯はやや外側に向かう。
明瞭ではないものの、近縁なシワバネクワガタ属やチリクワガタ属と同じく複眼が眼縁突起に仕切れて四つ目の姿となり、触角の片状節は6本となる。
幼虫は発酵の進んだ朽ち木を好む傾向が強いが、3齢幼虫になると一定の場所に留まって生活するようになる。他種に対し凶暴で、原産地では同じ朽ち木に住むラトレイユキンイロクワガタに襲い掛かり、殺すこともある。

## 分布
独立されたSafrina属の8種を含めて、オーストラリア東部クイーンズランド州・ニューサウスウェールズ州などに分布する。

## 分類
同じ生息地のキンイロクワガタ属やニジイロクワガタに似たようなフォームを持ち、キンイロクワガタ亜科の仲間として広く認識されている。
しかし、遺伝子分析によると南アフリカのマルガタクワガタ属や南アメリカのシワバネクワガタ属とチリクワガタ属に近縁であり、クワガタムシ亜科に再分類されて、ゴンドワナ大陸起源の祖先を持つことを示唆している。
本属はシワバネクワガタ属・Australognathus属・チリクワガタ属・Safrina属と共にコガシラクワガタ族（Chiasognathini）を構成する。

## 近縁種
2016年で新たに発見された3種を含めて、ムナコブクワガタとの細部の違いにより、8種共にSafrina属として独立されている 。
同時にかつて記載されたRhyssonotus foveolatusとRhyssonotus costatusはそれぞれカプレオルスミヤマクワガタ（Lucanus capreolus）とグランディスムナコブクワガタ（Safrina grandis）のシノニムとなる。
- S. dekeyzeri Reid & Beatson, 2016

- グランディスムナコブクワガタ S. grandis (Lea, 1915)

- S. jaedoni Reid & Beatson, 2016

- ユグリラスムナコブクワガタ S. jugularis (Westwood, 1863)

他の種に比べれば前胸背板が小さめで、その分腹部が大きい。表面、特に頭部、前胸背板に点刻が多く、ざらざらとしている。
- ツノムナコブクワガタ S. laticeps (Macleay, 1885)

雄の大アゴはアーチ状。複眼突起が非常に発達する。前翅には筋がある。
- S. moorei Reid & Beatson, 2016

- パラレルスムナコブクワガタ S. parallela (Deyrolle, 1881)

- ツヤムナコブクワガタ S. polita (Carter, 1921)